# 미남초등학교
미남초등학교는 대한민국 부산광역시 동래구에 있는 공립 초등학교이다.

## 역사
1984년 3월 1일 25학급 설립인가를 받아 1984년 3월 2일 금강국민학교에서 분리되어 개교하였다. 1998년 12월 22일 멀티미디어실을 개소하였으며 2005년 8월 10일 양어장을 개보수하였다. 교훈은 '슬기롭고 튼튼하며 성실한 어린이'이며 교목은 은행나무, 교화는 매화이다. 